# XYZ (バンド)
XYZは、イングランドのロック・スーパーグループである。「XYZ」という名前は、元レッド・ツェッペリンのギタリストであるジミー・ペイジと、元イエスのメンバーであるクリス・スクワイア（ベース、ボーカル、キーボード）とアラン・ホワイト（ドラム）で構成されているため、「元イエス&ツェッペリン (eX-Yes-&-Zeppelin)」から取られている。

## 略歴
クリス・スクワイアが1980年のクリスマスの少し前のパーティで偶然にジミー・ペイジと出会った後に、バンドは集合した。グループはまた、元グリーンスレイドのキーボード奏者でボーカリストのデイヴ・ローソンをフィーチャーすることとなった。スクワイアはグループのメイン・ライターを務めた。ペイジはバンドが強力なボーカリストを必要としていると強く思い、かつてレッド・ツェッペリンのフロントマンだったロバート・プラントに声をかけた。プラントは、1981年2月28日に一度、XYZのリハーサルに参加したが、音楽の複雑さに対する彼の嫌悪感を理由にグループには参加しないことを決めた。そこには、長年の友人でもあったレッド・ツェッペリンのドラマー、ジョン・ボーナムの急死に、依然として深い傷を負っていたからという理由もあった。
プラントからの固辞と、グループを誰がマネージメントすべきか（ピーター・グラントかブライアン・レーンか）という契約上の問題により、プロジェクトはその後まもなくして棚上げとなった。
XYZを由来としてその後、スクワイアとアラン・ホワイトは1981年10月にニュー・パイパーズにあるスクワイアの家で「Run with the Fox」と呼ばれるクリスマス・シングルを録音した。それは、ギタリストのトレヴァー・ラビンとキーボード奏者のトニー・ケイと共にシネマを結成する前のことだった。ラビンは最初、新しいグループのためにXYZのマテリアルと自身のソロ曲による作り直しを試みた。シネマはさらに、シンガーのジョン・アンダーソンが加わり、1983年のアルバム『ロンリー・ハート』をレコーディングしたことにより、結果的にイエスの再編となった。XYZのマテリアルのどれが『ロンリー・ハート』まで到達したかは不明だが、ホワイトは2008年のインタビューで「それらはいくつかの曲の始まりとなったし、いずれにしても次のイエスのアルバムに帰結した」と述べている。ホワイトはまた、XYZのマテリアルがアルバム『ロンリー・ハート』で使用されたことを、2012年のインタビューで認めている。
1984年、ドイツのドルトムントにあるウェストファレンハレにおける「9012ライヴ・ツアー」のコンサート中に、ジミー・ペイジがイエスに飛び入り参加し、スクワイアとホワイトを含め、ステージ上で「アイム・ダウン」を一緒に演奏した。
ペイジは、XYZのマテリアルをリリースする可能性について否定していない。スクワイアはこの考えを支持したが、ペイジが彼とその問題について話し合ってはいないと述べた。

## デモ・マテリアル
インストゥルメンタルの2曲と、「Can You See」「Telephone Secrets」（スクワイアのボーカルをフィーチャー）という歌もの2曲とで構成されるXYZによる4曲入りデモテープが存在し、ROIOトレーディング・サイトで見つけることができる。
- インストゥルメンタル：1つのインストゥルメンタルの一部が作り直され、1997年のイエスのアルバム『キーズ・トゥ・アセンション2』に収録された「マインド・ドライヴ」の一部となった[13]（バンドの作曲とクレジットされている）。
- インストゥルメンタル：他のインストゥルメンタルの一部は、ザ・ファームの「フォーチュン・ハンター」のイントロとして使用された。「フォーチュン・ハンター」についてスクワイアは、「楽曲の1つは『フォーチュン・ハンター』と呼ばれることになったもので、…中略…とにかくジミーがミックスして取り入れたリフを元にしていました。私たちの曲『マインド・ドライヴ』の一部もこれらのセッションからのものでした。…中略…ほとんどの曲は私の作品でした。 私はその中で唯一のボーカリストです」と説明している[12]。
- 「Can You See」は、2001年のイエスのアルバム『マグニフィケイション』で「Can You Imagine」として再び採り上げられている。

## メンバー
- クリス・スクワイア (Chris Squire) - ベース、キーボード、ボーカル
- ジミー・ペイジ (Jimmy Page) - ギター
- デイヴ・ローソン (Dave Lawson) - キーボード
- アラン・ホワイト (Alan White) - ドラム